# Телле
Телле (англ. Telle) — одна з місцевих громад, що розташована в районі Масеру, Лесото. Населення місцевої громади у 2006 році становило 6 835 осіб.